# Практична транскрипція
Практи́чна транскри́пція — один із типів транскрипції, який передбачає запис засобами національного алфавіту іншомовних власних назв, термінів та інших неперекладних слів.

## Основні положення
Практична транскрипція не виходить за межі знаків алфавіту мови, що запозичує. Для прикладу, практична транскрипція чужомовних слів українською мовою використовуватиме тільки 33 літери української абетки без жодних додаткових знаків.
Фонеми, яких немає у мові, що запозичує, замінюють близькими до них за звучанням.
Практичну транскрипцію використовують у спеціальній літературі, при перекладах номенклатурних списків, прейскурантів, технічної документації, для географічних карт, туристичних путівників тощо.
Чинний український правопис на початку § 149 передбачає, що «географічні назви слов'янських та інших країн передаються в українській мові відповідно до вимог практичної транскрипції».